# Halidrys
Cet article concerne « Halidrys Lyngb., 1819, nom. cons. ». Pour « Halidrys Stackh., 1809, nom. rejic. », voir Fucus.
Genre
Halidrys est un genre d’algues brunes de la famille des Sargassaceae.

## Liste d'espèces
Selon AlgaeBase (3 février 2019), ITIS (3 février 2019), NCBI (3 février 2019) et World Register of Marine Species (3 février 2019) :
- Halidrys murmanica A.D.Zinova, 1952
- Halidrys siliquosa (L.) Lyngb., 1819 (espèce type)